# Kleinbahn Schildau–Mockrehna T 1
Der Triebwagen KSM T 1 war ein Fahrzeug der Kleinbahn Schilda–Mockrehna.
Er wurde beschafft, da sich auf der 10,5 Kilometer langen Strecke ein Triebwagenverkehr für eine effektive Betriebsabwicklung anbot. Der Triebwagen T 1 gehörte zu der Lieferung der von der Gottfried Lindner AG in Ammendorf gebauten so genannten Kleinen Wettiner. Er erhielt bei der Kleinbahnabteilung des Provinzialverbandes Sachsen später die Bezeichnung T 8. Der Triebwagen wurde 1949 von der Deutschen Reichsbahn als VT 135 535 bezeichnet. Ab 1970 erhielt er die EDV-Bezeichnung 186 024-6. Das Fahrzeug war bis in die 1970er Jahre aktiv und ist heute nicht mehr vorhanden.

## Geschichte
Der von der Gottfried Lindner AG, Ammendorf, hergestellte Triebwagen wurde im Sommer 1937 bei der 1922 eröffneten Kleinbahn Mockrehna–Schildau in Dienst gestellt.
Für die Hauptverkehrszeit erwies sich der Triebwagen auf der Kleinbahn als zu klein. Deshalb musste ein umgebauter Personenwagen als Beiwagen verwendet werden.
1949 wurde das Fahrzeug von der Deutschen Reichsbahn übernommen und zuerst auf seiner Stammstrecke weiterbetrieben. Jedoch wurde in den 1960er Jahren war auf dieser Strecke der VT 135 530 Stammfahrzeug. Das Betriebsbuch des KSM T 1 ist erhalten geblieben. Nach ihm war der Triebwagen von 1950 an in anderen Bahnbetriebswerken eingesetzt. So werden das Bahnbetriebswerk Eilenburg, das Bahnbetriebswerk Halle P, die Einsatzstelle Nordhausen und das Bahnbetriebswerk Falkenberg als weitere Einsatzstellen angegeben.
Das Fahrzeug wurde 1972 ausgemustert, nachdem es noch die EDV-Bezeichnung 186 024-6 erhalten hatte.

## Konstruktive Merkmale
Der Triebwagen gehörte zu einer Serie von Triebwagen für die Kleinbahnen in der Provinz Sachsen, von denen die Waggon- und Maschinenbau Görlitz (WUMAG) in Görlitz 1933 die Konstruktion erstellt hatte. Dieses Fahrzeug war eines von vier, die von Lindner in Ammendorf gebaut wurden. Äußerlich lassen sich die Fahrzeuge von Lindner von denen der WUMAG durch die andere Dachform und die Spitzenlichter unterscheiden.
Das Untergestell und das Kastengerippe, das außen mit 1,5 mm starkem Blech verkleidet war, bestanden aus elektrisch verschweißten Baustahlprofilen. Konstruiert waren die Fahrzeuge als Einzelfahrzeuge. Dafür besaßen sie anfangs keine Zug- und Stoßvorrichtung. Für den Beiwagenbetrieb wurden sie später mit leichter Zug- und Stoßeinrichtung versehen. Als Bremseinrichtung hatten sie eine einlösige Bremse der Bauart Knorr, die für den Beiwagenbetrieb vorgesehen war. Gebremst wurden die Achsen nur einseitig. Gesandet wurde die Antriebsachse. Die Inneneinrichtung unterteilte sich in das Fahrgastabteil und die beiden Führerstände. Diese waren durch Trennwände und Drehtüren voneinander getrennt. Der Fußboden bestand aus Kiefernholz, das mit Linoleum belegt war. Über Klappen im Fußboden konnte die Maschinenanlage gewartet werden. Das Fahrzeug besaß 37 gepolsterte Sitzplätze mit Armlehnen, zur damaligen Zeit eine Verbesserung des Reisekomforts. Auf Grund der kurzen Streckenlänge wurde auf eine Toilette verzichtet.
Angetrieben wurde das Fahrzeug von einem Vierzylinder-Viertakt-Dieselmotor OM 65 von Mercedes-Benz. In den 1950er Jahren wurde der verschlissenen Originalmotor durch einen Austauschmotor aus dem Kombinat Industrieverband Fahrzeugbau (IFA) ersetzt. Die Kraftübertragung erfolgte über das Mylius-Getriebe und ein Achswendegetriebe, das mit einer Drehmomentenstütze versehen war. Beheizt war das Fahrzeug über eine Warmwasserheizung, die so ausgelegt war, dass das Innere des Wagens bei −20 °C Außentemperatur auf +20 °C beheizt werden konnte.